# L'Erreur de l'épouvanteur
L'Erreur de l'épouvanteur (titre original : The Spook's Mistake) est le cinquième tome de la série L'Épouvanteur signée Joseph Delaney. Paru en 2008, il est précédé du Combat de l'épouvanteur et suivi du Sacrifice de l'épouvanteur.

## Résumé
Tom a maintenant quatorze ans, et cela fera bientôt deux années et demie qu'il est l'apprenti de l'Épouvanteur. Il va devoir vaincre ses peurs et affronter l'obscur qui menace le Comté.
John Gregory s'inquiète pour son apprenti. Sera-t-il assez fort pour combattre le Malin, désormais libéré, libre de faire ce qu'il veut ?
Il l'envoie aussitôt vers son ancien apprenti devenu Épouvanteur à son tour, Bill Arkwright, qui habite dans un moulin hanté environné par des marécages. Celui-ci, bien que sévère et parfois brutal, est un bon maître, et tente de l'endurcir pour son avenir qui semble parsemé de diaboliques dangers.
Mais, lors d'un exercice, Tom croise le chemin d'une personne qu'il prend pour une vieille femme.
C'est en réalité Morwène, surnommée aussi Œil-de-Sang, sûrement la plus dangereuse sorcière qui existe, et qui utilise ses pouvoirs meurtriers sur tous ceux qui se trouvent sur son passage.
Cette première rencontre faillit lui coûter la vie. Tom apprend que Bill Arkwright la combat vainement depuis bien longtemps, et qu'elle est la fille du Diable à sa poursuite.
Ils se rendent alors à Coniston, dans le but de mettre une fin à sa vie. Malheureusement, le soir venu, Arkwright commet une grave erreur et met Tom en grand danger. Désormais celui-ci n'a d'autre choix que d'affronter Morwène et le Malin, tâche compliquée par Grimalkin qui a décidé de réapparaître.
Tom arrivera-t-il à rester en vie ? Avec Alice qui se rapproche de plus en plus de l'obscur, Satan qui semble invincible, et Morwène qui paraît bien décidé à le tuer, la tâche s'avère bien laborieuse... 